# Withius angustatus
Withius angustatus es una especie de arácnido del orden Pseudoscorpionida de la familia Withiidae.

## Distribución geográfica
Se encuentra en Mozambique y Kenia.